# Лујза Диого
Лујза Дијаз Диого (порт. Luísa Dias Diogo; округ Мажое, 11. април 1958) мозамбички је политичар и прва жена која је обављала функцију премијера Мозамбика (од фебруара 2004. до јануара 2010. године). Чланица је владајуће политичке партије ФРЕЛИМО. 
Дипломирала је економију на Универзитету Едуардо Мондлане у Мапуту, док је мастер студије из економије окончала на лондонском универзитету SOAS 1992. године. Још као студент почела је да ради у Министарству финансија Мозамбика (1980), а након окончаних студија ради као директор одељења за финансије и за национални буџет. Потом је постављена на место шефице одељења Светске банке за Мозамбик, да би 1994. била постављена на место заменика Министра финансија у влади Пасквала Мокумбија. Једно краће време (2003−фебруар 2004) радила је у Комисији УН за приватни сектор и развој.
У фебруару 2004. постављена је на место Премијера, поставши тако првом женом на високом политичком положају у историји Мозамбика. Током мандата посебну пажњу је посвећивала здравственој заштити становништва у руралним срединама, те се интензивно залагала за већа права жена у земљи. 
Магазин Форбс је сврстао Диогову на 87. место најмоћнијих жена света за 2007. годину. 